# Waterworld: A Live Sea War Spectacular
Waterworld: A Live Sea War Spectacular est un spectacle des parcs Universal Studios Hollywood, Universal Studios Japan, et Universal Studios Singapore basée sur le film Waterworld. L'attraction originale a ouvert en même temps que le film. Bien que le film ait été considéré comme une déception, le spectacle a été très apprécié et a gagné un THEA award en 1996.

## Le spectacle
L'histoire commence après les événements du film, avec le retour d'Helen de Dryland. Le spectacle dure 16 minutes et inclut des cascades sur l'eau, la terre et en l'air, accompagnées de beaucoup d'effets spéciaux pyrotechniques et aquatiques, et le crash explosif d'un hydravion.